# بيتي لي سونغ
بيتي لي سونغ (بالإنجليزية: Betty Lee Sung)‏ هي عالمة اجتماع أمريكية، ولدت في 3 أكتوبر 1924 في بالتيمور في الولايات المتحدة.